# Tainarys venata
Tainarys venata (лат.) — вид мелких полужесткокрылых насекомых рода Tainarys из семейства Aphalaridae.

## Распространение
Встречаются в Неотропике (Аргентина, Чили).

## Описание
Мелкие полужесткокрылые насекомые (длина около 2 мм). Внешне похожи на цикадок, задние ноги прыгательные. Оранжево-коричневый с темно-коричневым рисунком, более или менее интенсивным в зависимости от возраста. Дорсально обычно темнее латеральной части. Голова и спинка груди в нескольких белых точках. Усики беловатые, последние 2—3 членика темно-коричневые. Нижняя поверхность головы светлая с тёмным наличником. Ноги буроватые с желтоватыми голенями. Передние крылья с серовато-коричневым отливом, состоящим из плотных пятен, остальная часть светлая, беловатая или желтоватая, образуя беловатые полукруги по краю крыла. Задние крылья беловатые. Брюшко темно-коричневое с охристыми межсегментными перепонками. Передние перепончатые крылья более плотные и крупные, чем задние; в состоянии покоя сложены крышевидно. Антенны короткие, имеют 10 сегментов; на 4-м, 6-м, 8-м и 9-м члениках имеется по одному субапикальному ринарию. Голова широкая. Голени задних ног с короной из нескольких равных апикальных склеротизированных шпор.
Взрослые особи и нимфы питаются, высасывая сок растений. В основном связаны с растениями семейства анакардиевые: Schinus fasciculata, Schinus polygamus. Вид был впервые описан в 2000 году, а его валидный статус был подтверждён в ходе ревизии, проведённой в 2017 году швейцарским колеоптерологом Даниэлем Буркхардтом (Музей естественной истории Базеля, Базель, Швейцария) и его бразильским коллегой Dalva Luiz de Queiroz (Коломбу, Парана, Бразилия).